# Podlesnaia Tavla
Podlesnaia Tavla (în erziană: Vir Tavla) este un sat din cartierul Kocikurovski din Republica Mordovia și centrul administrativ al așezării rurale Podlesno-Tavlinsky.  

## Situare
Satul este situat pe un mic râu, Tavla, în apropierea pădurii. Distanța de la centrul cartierului -(satul Kocikurovo (districtul Kocikurovski) este de aproximativ 7 km  și 19 km de la stația de cale ferată Voevodsky.
Numele este un toponim care conține elemente lexicale turcice: "Tau / tav -" munte "(turi.)". 

## Etimologie
Potrivit lui Dmitri Vladimirovich Țîgankin, faimosul finno-ugrolog, în traducerea literală în rusă, Tavla înseamnă "muntoasă". Menționate în "Cartea vamală Saransk" (1692). Conform actului din 1706, în Podlesnaya Tavla erau 57 de curți. În 1867, Biserica Nașterii Domnului Hristos a fost construită în sat (revitalizată în 2001).